# Cittareale
Cittareale – miejscowość i gmina we Włoszech, w regionie Lacjum, w prowincji Rieti.
Według danych na rok 2004 gminę zamieszkiwały 482 osoby, 8,3 os./km².